# شالا
 شالا (بالسلوفاكية: Šaľa)‏ مدينة في غرب سلوفاكيا وتتبع إقليم نيترا.

## توأمة
لشالا اتفاقيات توأمة مع:
- موهيليف بوديليسكي